# Шелаево (Белгородская область)
Шелаево — село в Валуйском районе Белгородской области России, административный центр Шелаевского сельского поселения.

## География
Село расположено в юго-восточной части Белгородской области, на реке Оскол, ниже по руслу (в 1,88 км по прямой к юго-западу) от районного центра, города Валуйки. Ближайшие населённые пункты: расположенное выше по течению Оскола село Колыхалино, непосредственно примыкающее с северо-востока к Шелаеву, а с юго-запада — к Валуйкам, благодаря чему данные населённые пункты образуют фактически единую зону застройки.

## История
Основано в 1680 году присланными в город-крепость Валуйки из Москвы и Тулы служилыми людьми. Основная часть населения состояла из свободных крестьян-хлебопашцев.
В 1859 году — Валуйского уезда «село казенное Шелаево при реке Оскол», «по большому проселочному тракту из города Валуек в город Купянск».
В 1900 году — Валуйского уезда Казацкой волости «село Шелаева (Князева, Харина, Шалава) при реках Осколе и Ураевой, при Харьково-Балашовской линии Юго-Восточной железной дороги» — 3682,9 десятины надельной земли, церковь, 6 общественных зданий, церковно-приходская школа, 2 ветряные мельницы, 2 мелочные и винная лавки, ярмарка.
С июля 1928 года село Шелаево в Уразовском районе — центр Шелаевского сельсовета, в который входило также село Колыхалино.
В декабре 1929 года «двадцатипятитысячник», рабочий Воронежского трамвайного парка, участник гражданской войны серб Лазарь Стайкович создавал в Шелаево первый колхоз — «Красный путиловец».
В годы Великой Отечественной войны на фронт односельчане проводили около 600 жителей, а более половины селян не вернулось домой.
В 1950-е — начале 1960-х годов в Шелаевский сельсовет Уразовского района входили села Колыхалино и Шелаево и хутор Ромашовка.
В декабре 1962 года Уразовский район «ликвидировали», Шелаевский сельсовет перевели в Валуйский район.
В 2006 году село Шелаево — центр Шелаевского сельского поселения (3 села и хутор) Валуйского района.

## Население
В 1859 году в Шелаеве переписано 219 дворов, 1587 жителей (782 мужчины, 805 женщин).
В 1900 году — 292 двора, 2036 жителей (1007 мужчин, 1029 женщин).
На 1 января 1932 года население Шелаева составляло 3322 жителя.
По сведениям переписей населения в селе Шелаеве на 17 января 1979 года — 2335 жителей, на 12 января 1989 года — 2254 (989 мужчин, 1265 женщин), на 1 января 1994 года — 2238 жителей и 847 хозяйств. В 1997 году в Шелаеве — 819 подворий и 2229 жителей, в 1999 году — 2207, в 2001 году — 2244.
| 1859 | 2002  | 2010  |
| ---- | ----- | ----- |
| 1587 | ↗2216 | ↗2233 |

## Инфраструктура
В начале 1990-х годов село Шелаево оставалось центром колхоза «Красный путиловец» (в 1992 году — 639 колхозников), занятого растениеводством и животноводством. По состоянию на 1995 год в Шелаеве — АОЗТ «Красный путиловец», кирпичный завод, 5 фермерских хозяйств, Дом культуры, библиотека, средняя школа.

## Интересные факты
- В 1935 году в селе побывала московский профессор археологии М. Е. Фосс, собранные ею материалы хранятся в фондах Государственного Исторического музея.
- В начале 1970-х годов молодой учитель-историк Шелаевской средней школы B. C. Подерягин создал в выделенной в колхозном Доме культуры комнате настоящий краеведческий музей. Среди сотен его экспонатов — найденные в карьере Шелаевского кирпичного завода расписной сосуд бронзового века, обоюдоострый бронзовый нож, подвески, ценные документы. В 1980-е годы в музее ежегодно бывало более пяти тысяч посетителей. В 1990 году B. C. Подерягину присвоили звание «Народный учитель СССР»[3].